# Ptesimogaster gundlachii
Ptesimogaster gundlachii är en stekelart som först beskrevs av Cresson 1865.  Ptesimogaster gundlachii ingår i släktet Ptesimogaster och familjen bracksteklar. Inga underarter finns listade i Catalogue of Life.